# Condado de Linxia
Linxia léase: Lin-Siá (en chino: 临夏县, pinyin: Línxià Xiàn) es un condado bajo la administración directa de la prefectura autónoma de Linxia, hui. Se ubica al sur de la provincia de Gansu en el centro de la República Popular China. Su área es de 1.212 km² y su población es de cerca de 380 000 habitantes (2010).

## Administración
El condado de Linxia se divide en 25 aldeas.

## Historia
Durante las dinastías Ming y Qing,a esta región se le conoció como Hezhou (河州) y era usualmente administrada como parte de la prefectura Lintao (Fu) o de la prefectura Lanzhou.
Lanzhou fue abolida en 1913 y el área del condado fue anexado al condado Daohe (导河县) junto con el poblado Jiachengguan (郊城关镇). En 1928 el condado Daohe fue renombrado a Linxiá.
El 23 de junio de 1950 el condado de Linxia fue separado de la ciudad de Linxia, creando otra división de la prefectura autónoma
.

## Geografía
El condado de Linxia está ubicado en el centro de la prefectura autónoma de Linxia hui, se extiende desde el embalse Liujiaxia
(刘家峡大坝, pinyin:Liújiāxiá Dàbà) que es la mayor presa hidroeléctrica en las partes altas del río amarillo que comenzó a construirse en 1958 y entró a operar en 1969. En este punto el condado yace a 1735 m sobre el nivel del mar y termina en las montañas Dalijia (达里加山) a a 4613 m. en el oeste.
La red de ríos que corre por el condado son la mayoría pequeños arroyos que descienden de las montañas del noreste hasta el sur y forman una frontera natural del condado. El mayor de estos ríos es el Daxia,tributario del río amarillo. La mayoría de estos ríos se represan en el embalse Liujiaxia.
El condado encierra a la Ciudad de Linxia de norte a sur y de oeste a este,pero esto no significa que tenga jurisdicción sobre ella.

## Clima
Debido al mismo terreno del condado los parámetros climáticos son los mismos de la ciudad de Linxia.
| Parámetros climáticos promedio de Linxia | Parámetros climáticos promedio de Linxia | Parámetros climáticos promedio de Linxia | Parámetros climáticos promedio de Linxia | Parámetros climáticos promedio de Linxia | Parámetros climáticos promedio de Linxia | Parámetros climáticos promedio de Linxia | Parámetros climáticos promedio de Linxia | Parámetros climáticos promedio de Linxia | Parámetros climáticos promedio de Linxia | Parámetros climáticos promedio de Linxia | Parámetros climáticos promedio de Linxia | Parámetros climáticos promedio de Linxia | Parámetros climáticos promedio de Linxia |
| Mes                                      | Ene.                                     | Feb.                                     | Mar.                                     | Abr.                                     | May.                                     | Jun.                                     | Jul.                                     | Ago.                                     | Sep.                                     | Oct.                                     | Nov.                                     | Dic.                                     | Anual                                    |
| ---------------------------------------- | ---------------------------------------- | ---------------------------------------- | ---------------------------------------- | ---------------------------------------- | ---------------------------------------- | ---------------------------------------- | ---------------------------------------- | ---------------------------------------- | ---------------------------------------- | ---------------------------------------- | ---------------------------------------- | ---------------------------------------- | ---------------------------------------- |
| Temp. media (°C)                         | -6                                       | -3                                       | 3                                        | 9                                        | 13                                       | 16                                       | 18                                       | 17                                       | 13                                       | 7                                        |                                          | -5                                       | 6                                        |
| Precipitación total (mm)                 | 4                                        | 6                                        | 16                                       | 33                                       | 61                                       | 57                                       | 96                                       | 110                                      | 81                                       | 35                                       | 6                                        | 2                                        | 506                                      |
| Fuente: Weatherbase 2009年12月8日        |                                          |                                          |                                          |                                          |                                          |                                          |                                          |                                          |                                          |                                          |                                          |                                          |                                          |

## Transporte
Por el condado pasa la autopista nacional china 213 de 2800 km,que cruza el condado y la conecta con la capital provincial de Lanzhou y con otras regiones. Debido al terreno inhóspito no llegan vías férreas y tampoco tiene aeropuerto.